# Saison 2011-2012 de l'AS Rome
Cet article fournit diverses informations sur la saison 2011-2012 de l'AS Rome, un club de football italien basé à Rome.
Maillots
Chronologie
Saison précédente Saison suivante

## Transferts

### Arrivées
- Gabriel Heinze - Olympique de Marseille
- Miralem Pjanić - Olympique lyonnais